# Liste der Gedenktafeln in Berlin-Haselhorst
Die Liste der Gedenktafeln in Berlin-Haselhorst enthält die Namen, Standorte und, soweit bekannt, das Datum der Enthüllung von Gedenktafeln.
Die Liste ist nicht vollständig.

## Haselhorst
| Bild | Name                                             | Standort             | Datum der Enthüllung |
| ---- | ------------------------------------------------ | -------------------- | -------------------- |
|      | Altstadt                                         | Wladimir-Gall-Weg    |                      |
|      | Behnitz, Kolk und Schleuse                       | Wladimir-Gall-Weg    |                      |
|      | Befestigung                                      | Wladimir-Gall-Weg    |                      |
|      | Begrüntes Tor der Bauhandwerker                  | Nonnendammallee 141  |                      |
|      | BVG Weiche                                       | Nonnendammallee 141  |                      |
|      | Eiswerder                                        | Wladimir-Gall-Weg    |                      |
|      | Wladimir Samoilowitsch Gall und Wassili Grischin | Am Juliusturm 64     |                      |
|      | Wladimir Samoilowitsch Gall                      | Wladimir-Gall-Weg    |                      |
|      | Wladimir Samoilowitsch Gall                      | Wladimir-Gall-Weg    |                      |
|      | Waldemar Otto                                    | Haselhorster Damm 54 |                      |
|      | Zitadelle                                        | Wladimir-Gall-Weg    |                      |